# M1-mortier
De M1-mortier is een zware Amerikaanse mortier uit de Tweede Wereldoorlog en Koreaanse Oorlog. De mortier diende in het leger tot de jaren 50.
Het kaliber van de in Amerika ontworpen mortier was 81 mm. Hij kon een vuursnelheid bereiken van 18 schoten per minuut en had een vuurbereik van drie km.

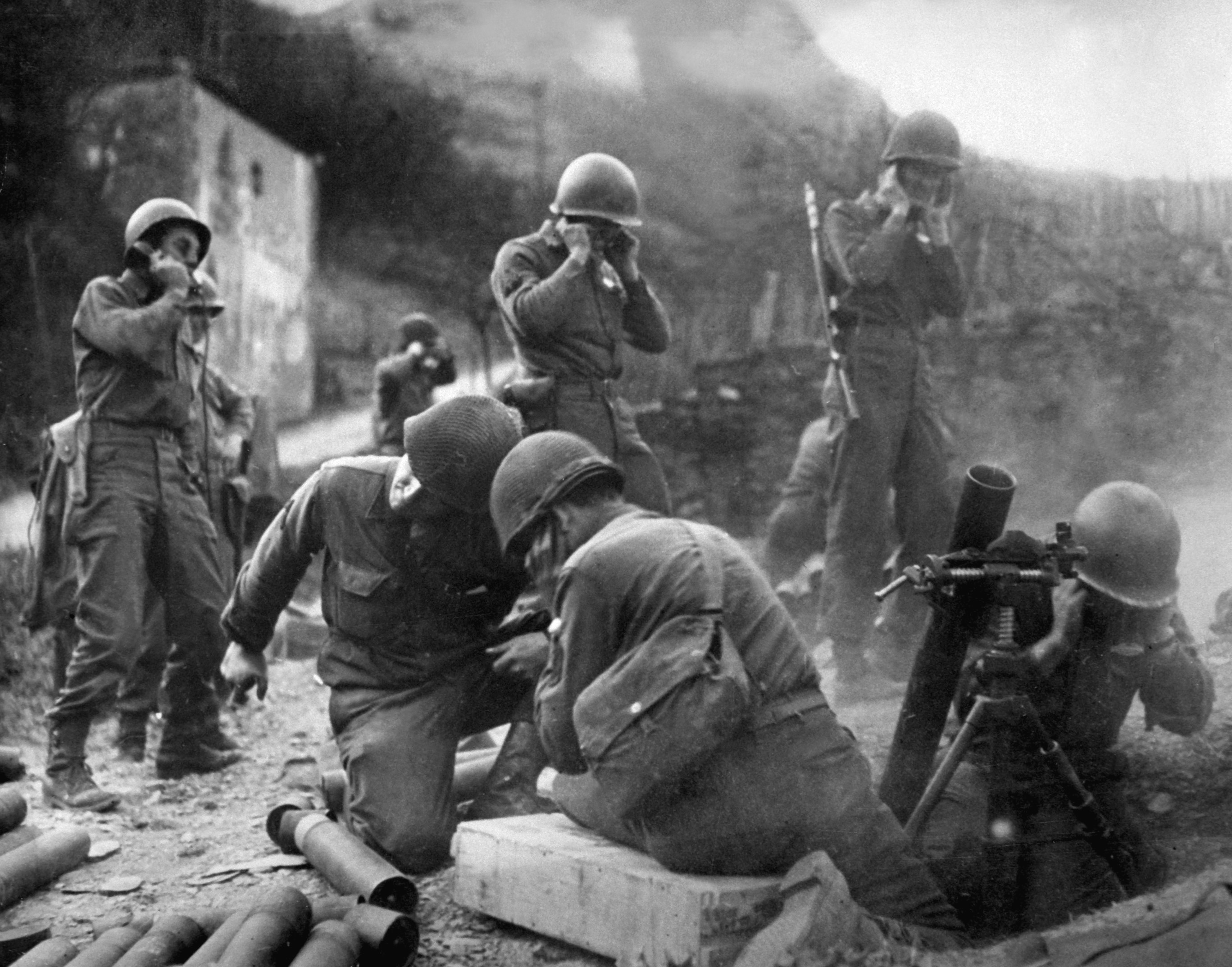
Een mortier wordt afgeschoten in de buurt van de Rijn, 1945

## Munitietypen
- M43A1 Light HE: 3,11 kg; vuurbereik: minimaal 183 m, maximaal 3010 m; 80% fragmentatieradius 23 m; Snelle detonatie ontsteking (explodeert bij aanslag).
- M45, M45B1 Heavy HE: 4,82 kg; vuurbereik: maximaal 2064 m. Explosieradius vergelijkbaar met de 105 mm-houwitser; met vertraagde ontsteking, zodat het projectiel eerst een pantser kan doorboren en pas daarna explodeert.
- M56 Heavy HE: 6,81 kg; vuurbereik: maximaal 1200 m; heeft een verstelbare ontsteking voor korte en lange afstanden.
- M57 WP (witte fosfor): 4,87 kg; vuurbereik: maximaal 2260 m; ontworpen voor het creëren van rookschermen, maar bleek ook effectief tegen infanterie en kon ook brand stichten.
- M57 FS: 4,87 kg; vuurbereik: maximaal 2260 m; creëert een dicht rookscherm.
- M301 Illuminating shell: vuurbereik: maximaal 2012 m; heeft een parachute; schijnt fel (275.000 candela) gedurende circa 60 seconden, zodat hij een gebied van ongeveer 140 m diameter verlicht; heeft een M84 tijdbuis waarvan de ontsteking verstelbaar is tussen 5 en 25 seconden, waarna de parachute zich ontvouwt en de lading begint te schijnen.